# James Francis McIntyre
James Francis McIntyre (Nueva York, 25 de junio de 1886 – Los Ángeles, 16 de julio de 1979) fue un cardenal y arzobispo católico estadounidense.

## Biografía
Nacido en una familia irlandesa en Manhattan. Trabajó en la Bolsa de Nueva York para la empresa de negociación de valores mobiliarios HL Horton & Co, que le ofreció unirse a la empresa como socio minoritario. Sin embargo, decidió, a la edad de 30 años, volverse sacerdote y, en 1916, ingresó al seminario St. Joseph's Seminary and College, en Dunwoodie (Yonkers). Allí, estudió filosofía y teología católica y recibió el 21 de mayo de 1921 el sacramento del orden sacerdotal. Después de dos años como capellán paroquial en Nueva York, fue vicecanciller en 1923 y en 1934 canciller de la arquidiócesis. En 1934, fue galardonado con el título honorario de Prelado de honor de Su Santidad.
El 16 de noviembre de 1940, fue nombrado obispo titular de Cirene y obispo auxiliar en la Arquidiócesis de Nueva York. Su consagración episcopal fue el 8 de enero de 1941 por el arzobispo Francis Joseph Spellman; los co-consagrantes fueron el obispo auxiliar de Nueva York, Stephen Joseph Donahue, y el obispo militar de Estados Unidos, John Francis O'Hara, CSC. En 1945, se convirtió en vicario general de la Arquidiócesis. Un año después, el Papa Pío XII lo nombró arzobispo titular de Palto y Arzobispo Coadjutor de la Arquidiócesis de Nueva York. En 1948, McIntyre recibió el nombramiento de arzobispo de Los Ángeles. En el consistorio del 12 de enero de 1953, el Papa Pío XII lo elevó a cardenal presbítero de la iglesia titular de Santa Anastasia en el Colegio Cardenalicio.
McIntyre representó al Papa en varias ocasiones como legado pontificio y participó de 1962 a 1965 en el Concilio Vaticano II. Dejó la dirección de la Arquidiócesis de Los Ángeles en 1971 cuando le presentó su renuncia al Papa Pablo VI por razones de edad.
El cardenal McIntyre murió el 16 de julio de 1979, a la edad de 93 años, en Los Ángeles y fue sepultado en el mausoleo de los obispos en el cementerio del Calvario, al este de Los Ángeles. En 2003, sus restos fueron trasladados hacia la recién construida Catedral Metropolitana de Los Ángeles, Nuestra Señora de los Ángeles.